# Feliksów (powiat tomaszowski)
Feliksów – wieś w Polsce położona w województwie łódzkim, w powiecie tomaszowskim, w gminie Żelechlinek.
W latach 1975–1998 miejscowość należała administracyjnie do województwa piotrkowskiego.
W roku 2011 liczba mieszkańców wynosiła 24 osoby.